# Малиновый (остров)
Малиновый (англ. Raspberry Island) — остров в заливе Аляска в составе Кадьякского архипелага, административно относится к статистически обособленной местности Аленева, боро Кадьяк-Айленд, штат Аляска, США.

## География
Длина острова составляет ок. 28 километров, ширина колеблется от 5 до 12 километров, площадь — 192 км², наивысшая точка — 1000 метров над уровнем моря. Минимальное расстояние до острова Кадьяк — ок. 3,2 км, до острова Афогнак — 0,9 км, до материка — ок. 48 км. через пролив Шелихова.

## История
Остров был открыт русскими исследователями Аляски в начале XIX века. Лейтенант Михаил Мурашёв дал острову название «Остров Малиновый или Северный» в 1839 году. Капитан Юрий Лисянский в 1814 году отметил его на своих картах как Северный, а Михаил Тебеньков как Большой Малиновый в 1852 году. Вскоре добытчики пушнины полностью истребили каланов, во множестве селившихся здесь. В начале XX века на острове работали несколько небольших консервных заводов, но потом они закрылись, что привело, в частности, к тому, что поселение Порт-Уэйкфилд было покинуто. В 1915 году на берегу острова был обнаружен золотоносный шлих, но после 1935 года никаких разработок там не велось. Ныне из всех строений сохранились лишь несколько домиков, в которых живут туристы, прибывающие на остров для рыбалки, охоты или плавания на каяках.

## Прочие факты
По переписи 2000 года на острове постоянно проживало 4 человека. Электричество жители острова получали с помощью мини-ГЭС, установленных на местных ручьях.
Основными растениями острова являются ель ситхинская, ольха и малина великолепная, которая, собственно, и дала название острову. Среди основных животных острова можно выделить ситкинских чернохвостых оленей, лисиц, кадьяков, топорков и белоголовых орланов. Кроме того, в 1928 году на остров были интродуцированы ондатры и подвид вапити, олень Рузвельта — их было привезено всего 8 оленят, они отлично прижились на новом месте, ныне вес самых крупных особей достигает 590 килограмм.